# Chadiza, Zambia
Chadiza  este un oraș  în  provincia de Est, Zambia.